# Didugua argentilinea
Didugua argentilinea är en fjärilsart som beskrevs av Druce 1891. Didugua argentilinea ingår i släktet Didugua och familjen tandspinnare. Inga underarter finns listade i Catalogue of Life.